# Austrolabrus maculatus
Austrolabrus maculatus är en fiskart som först beskrevs av Macleay, 1881.  Austrolabrus maculatus ingår i släktet Austrolabrus och familjen läppfiskar. IUCN kategoriserar arten globalt som livskraftig. Inga underarter finns listade.

## Bildgalleri

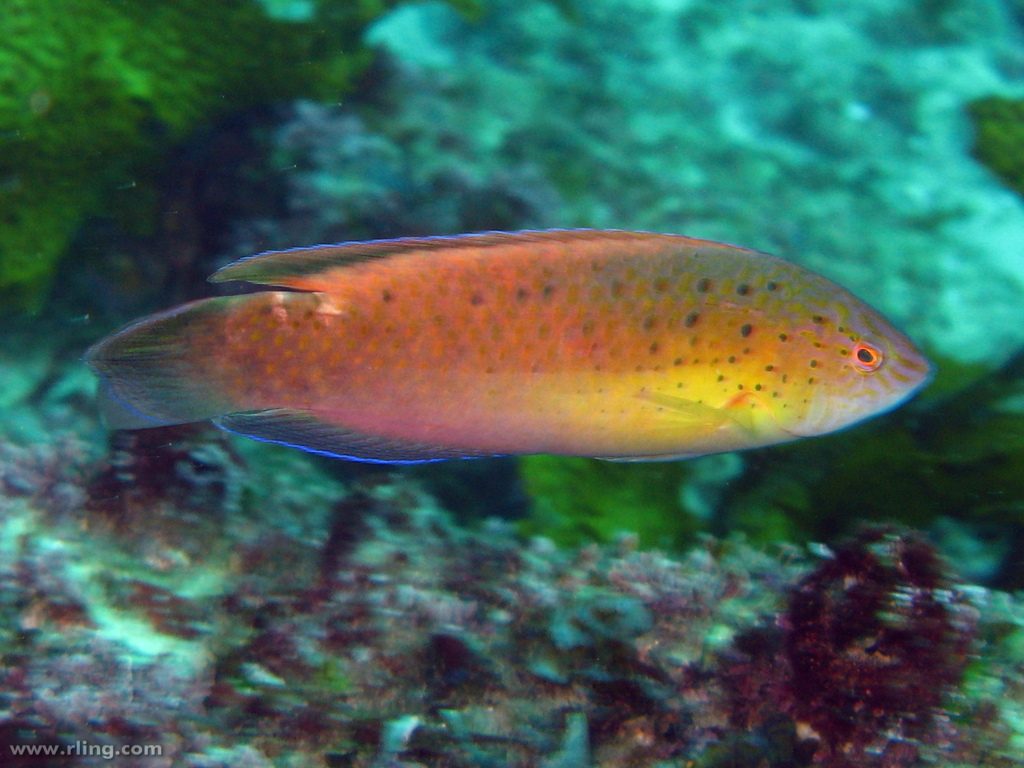